# Gris (extraterrestre)

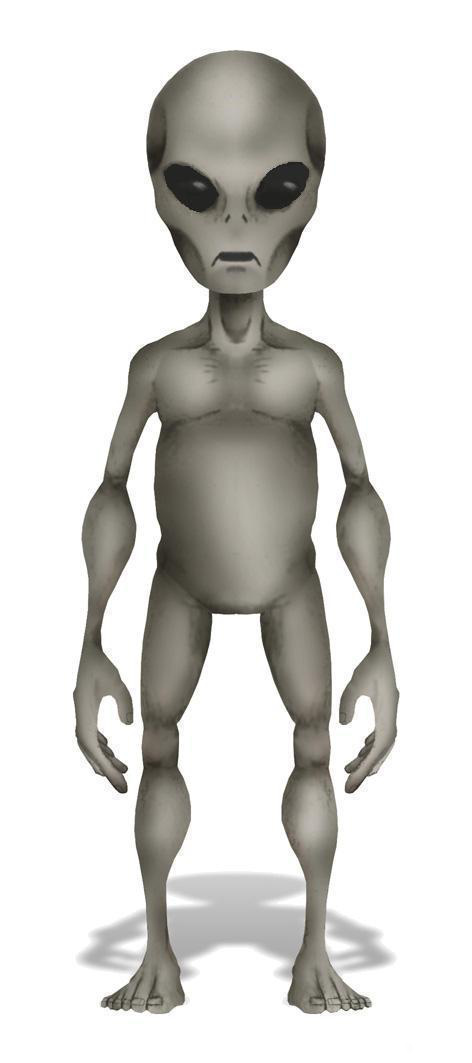
Hipotética reconstrucción de un Extraterrestre Gris.

 Los extraterrestres grises, también conocidos como Zeta Reticulanos, Grises de Roswell o Grises, son, en el campo de la ufología, supuestos seres extraterrestres. Se les incluye frecuentemente en relatos y descripciones de encuentros cercanos y testimonios de abducción extraterrestre. Los detalles de tales afirmaciones varían ampliamente, pero típicamente, estos seres son descritos como humanoides de cuerpos pequeños y piel lisa de color gris, grandes cabezas calvas y grandes ojos negros. El testimonio de abducción de Barney y Betty Hill, que supuestamente tuvo lugar en New Hampshire en 1961, popularizó a los extraterrestres grises. Figuras precursoras han aparecido en la ciencia ficción y descripciones similares aparecieron en relatos antiguos del engaño del ovni de Aztec, Nuevo México de 1948 y relatos posteriores del incidente del ovni de Roswell en 1947.
El extraterrestre gris ha surgido como una imagen arquetípica de criaturas inteligentes no humanas y de la vida extraterrestre en general, así como un tropo icónico de la cultura popular en la era de la exploración espacial.

## Descripción

### Apariencia
Los grises generalmente son representados como humanoides diminutos de piel gris que poseen formas reducidas o carecen por completo de partes externas del cuerpo humano, como narices, oídos u órganos sexuales. Sus cuerpos usualmente representados con formas alargadas, pecho pequeño y escasa definición muscular o estructura esquelética visible. Sus piernas son ilustradas más cortas que las humanas y con articulaciones diferentes, siendo sus extremidades diferentes proporcionalmente a las de un ser humano.
Los grises se representan con cabezas inusualmente grandes en proporción a sus cuerpos, sin vello corporal y sin orejas o narices perceptibles, en ocasiones con pequeñas aberturas u orificios en vez de orejas, fosas nasales o boca. En los dibujos, los grises casi siempre aparecen con ojos negros muy grandes y opacos. Con frecuencia se los describe como de menor estatura que los seres humanos adultos promedio.

### Asociación con Zeta Reticuli
La asociación entre los extraterrestres grises y la estrella Zeta Reticuli se originó con la interpretación que de un mapa dibujado por Betty Hill hiciera una maestra de escuela de nombre Marjorie Fish, en algún punto en 1969. Betty Hill había afirmado bajo hipnosis que le habían mostrado un mapa que mostraba el sistema planetario de origen de los extraterrestres y las estrellas cercanas. Al enterarse de esto, Fish intentó crear un modelo a partir de un dibujo hecho por Hill, y eventualmente concluyó que las estrellas señaladas como el lugar de origen de los extraterrestres correspondían a Zeta Reticuli, un sistema estelar binario.

## Historia

### Orígenes
Los orígenes de los extraterrestres grises pueden remontarse a finales del siglo XIX. En 1891, Kenneth Folingsby publicó una novela titulada Meda: A Tale of the Future (Meda: Una historia del futuro), en la que el narrador encontraba pequeños extraterrestres de piel gris con cabezas en forma de globo. En 1893, H. G. Wells describió lo que creía sería la apariencia futura de la humanidad en su artículo The man of the year million (El hombre del año un millón), describiendo a los humanos sin bocas, narices o cabello, y con grandes cabezas (gracias a la creencia de que los cerebros humanos continuarían creciendo). En 1895, Wells también describió las ficticias especies de los Morlocks y los Eloi (especies que según el escritor sucederían a la humanidad), en términos muy similares, en su novela La máquina del tiempo.

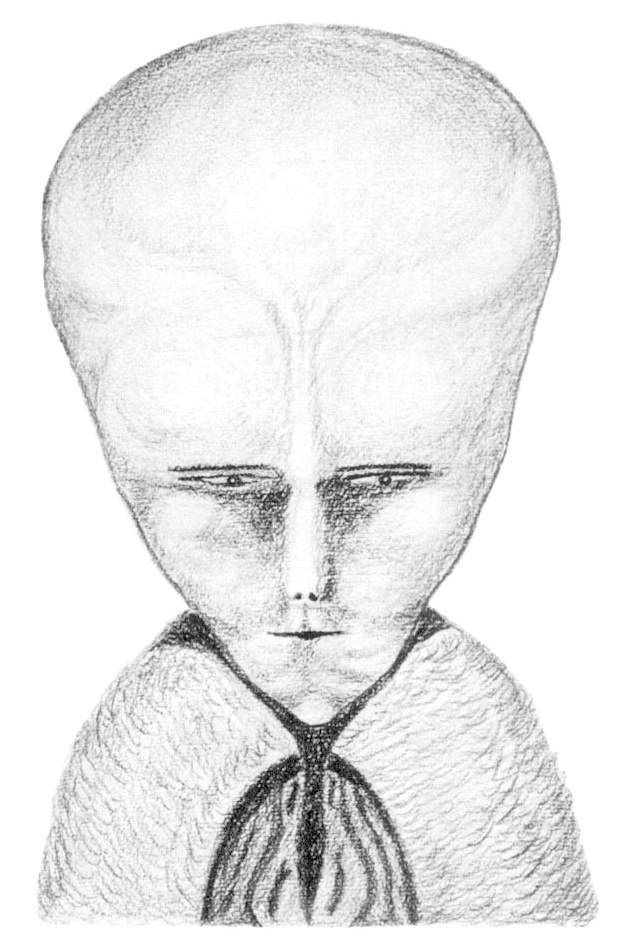
"Lam", la supuesta entidad sobrenatural con la que Crowley creía estar en contacto.

Ya en 1917, el ocultista Aleister Crowley describió un encuentro con una "entidad preternatural" de nombre Lam que era similar en apariencia a los grises modernos. Crowley creía que había hecho contacto con la entidad por medio de un proceso que llamó "Mecanismos Amalantrah", que creía le permitían a los seres humanos contactarse con seres del espacio exterior y de otras dimensiones. Otros ocultistas y ufólogos, muchos de los cuales han vinculado de manera retroactiva a Lam con encuentros posteriores con grises, han descrito desde entonces sus propios encuentros con él, y uno de ellos describe a Lam como una "inteligencia fría, como de computadora", y completa y totalmente más allá del entendimiento humano.
En 1933, el novelista sueco Gustav Sandgren, bajo el seudónimo de Gabriel Linde, publicó una novela de ciencia ficción de nombre Den okända faran ("El peligro desconocido"), en la que describe una raza de extraterrestres con vestidos de tela gris suave y bajos de estatura, con grandes cabezas calvas y ojos grandes, oscuros y brillantes. La novela, dirigida a lectores adolescentes, incluía ilustraciones de los imaginados extraterrestres. Esta descripción se convertiría en la plantilla en la que se habría de basar la imagen popular de los grises. El arquetipo se vio reforzado aún más por las películas de ciencia ficción. Earth vs. The Flying Saucers, por ejemplo, mostraba invasores alienígenas muy similares en apariencia a los modernos grises.

### La abducción de Barney y Betty Hill
El concepto siguió siendo conocido solamente en nichos especializados hasta 1965, cuando reportes periodísticos sobre la abducción de Betty y Barney Hill hicieron famoso el arquetipo. Los presuntos abducidos, Betty y Barney Hill, afirmaron que en 1961, seres humanoides extraterrestres de piel grisácea los habían abducido y llevado a un platillo volador.

En su artículo de 1990 "Totalmente no predispuesto", Martin Kottmeyer sugirió que los recuerdos de Barney, revelados bajo hipnosis, podían haber sido resultado de la influencia de un episodio del programa de televisión de ciencia ficción The Outer Limits titulado "The Bellero Shield", que se transmitió 12 días antes de la primera sesión hipnótica de Barney. El episodio giraba en torno a un extraterrestre de grandes ojos que decía: "En todos los universos, en todas las unidades más allá de los universos, todos los que tienen ojos tienen ojos que hablan." El reporte de la regresión describía un escenario que era, en algunos aspectos, similar al del programa de televisión. En una parte, Kottmeyer escribió que:
Los ojos envolventes son una rareza extrema en las películas de ciencia ficción. Solo sé de un caso. Aparecieron en el extraterrestre de un episodio de una antigua serie de televisión The Outer Limits titulado "The Bellero Shield". Una persona familiarizada con el boceto de Barney en El viaje interrumpido y con el boceto realizado en colaboración con el artista David Baker encontrará un "frisson" de "déjà vu" subiendo por su columna vertebral al ver este episodio. El parecido se encuentra muy favorecido por la ausencia de orejas, pelo y nariz en ambos alienígenas. ¿Será casualidad? Considere esto: Barney describió y dibujó por primera vez los ojos envolventes durante la sesión de hipnosis de fecha 22 de febrero de 1964. "The Bellero Shield" se emitió por primera vez el 10 de febrero de 1964. Apenas doce días separan los dos casos. Si se admite la identificación, lo común de los ojos envolventes en la literatura de abducciones obedece a fuerzas culturales. Martin Kottmeyer, Entirely Unpredisposed: The Cultural Background of UFO Reports
Carl Sagan se hizo eco de las sospechas de Kottmeyer en su libro de 1997, The Demon Haunted World: Science as a Candle in the Dark, en el que se cita a la cinta Invasores de Marte como otra potencial inspiración.

### Difusión en el folclore
Tras el encuentro de los Hill, los grises se convertirían en parte integral de la ufología y otros tipos de folclore relacionados con extraterrestres. Esto parece particularmente cierto en el caso de los Estados Unidos: según el periodista C. D. B. Bryan, el 73% de todos los encuentros cercanos con extraterrestres reportados en los Estados Unidos describen extraterrestres grises, una proporción significativamente mayor que la de otros países. : 68 
A comienzos de la década de 1980, se vinculó a los grises con el supuesto aterrizaje forzoso de un platillo volador en Roswell, Nuevo México, en 1947. Varias publicaciones incluyeron declaraciones de personas que afirmaban haber visto a personal militar de los EE.UU cargando a una cantidad de seres calvos, del tamaño de niños y de proporciones inusuales. Estas personas afirmaron, durante y después del incidente, que tales seres tenían cabezas de gran tamaño y ojos rasgados, pero pocas características faciales distinguibles además de esto.
En 1987, el novelista Whitley Strieber publicó el libro Comunión, que, a diferencia de sus obras previas, fue categorizado como de "no ficción" y en el que describe una serie de encuentros cercanos que alega haber tenido con grises y otros extraterrestres. El libro se convirtió en un éxito de ventas del New York Times y New Line Cinema lanzó una adaptación cinematográfica con el mismo título en 1989, con Christopher Walken en el papel de Strieber.
En 1988, Christophe Dechavanne entrevistó al ufólogo y escritor de ciencia ficción francesa Jimmy Guieu, durante un programa en vivo semanal de la televisión francesa, que en ese momento se titulaba "Ciel, mon mardi!" y que era transmitido por TF1, uno de los tres canales de televisión nacionales de Francia. En la entrevista, además de mencionar el Majestic 12, Jimmy Guieu describió la existencia de lo que llamó "los pequeños grises", que posteriormente se hizo más conocido en francés con el nombre: les Petits-Gris. Posteriormente, Guier escribió dos docudramas, usando como trama la teoría conspirativa de los extraterrestres grises y el Majestic-12 tal como es descrita por John Lear y Milton William Cooper: la serie "E.B.E" (siglas de "Entidad biológica extraterrestre"): EBE: Alerte rouge (primera parte) (1990) y EBE: L'entité noire d'Andamooka (segunda parte) (1991).
A partir de entonces, los grises se han convertido en tema de varias teorías de conspiración. Muchos teóricos de la conspiración creen que los Grises representan parte de una campaña de desinformación o negación plausible dirigida por el gobierno, o que son producto de experimentos gubernamentales de control mental. Durante la década de 1990, la cultura popular también empezó a vincular cada vez más a los grises con una serie de teorías de conspiración del complejo militar-industrial y del Nuevo Orden Mundial.
En 1995, el cineasta Ray Santilli afirmó haber obtenido 22 rollos de cinta de 16 mm que mostraban la autopsia de un gris "real" supuestamente recuperados del lugar del incidente de 1947 en Roswell. Sin embargo, en 2006, Santilli anunció que la película no era original, sino una "reconstrucción" creada después de que se descubrió que la película original se había degradado. Sostuvo que se había encontrado un gris real y se le había hecho una autopsia en cámara en 1947, y que las imágenes publicadas contenían un porcentaje de tales escenas originales.

## Análisis

### En testimonios de encuentros cercanos y ufología
Los grises a menudo aparecen involucrados en testimonios de abducciones extraterrestres. Entre los reportes de encuentros con extraterrestres, los grises representan alrededor del 50% en Australia, el 73% en los Estados Unidos, el 48% en Europa continental y alrededor de 12.5% en el Reino Unido. : 68 Estos reportes incluyen dos grupos distintos de grises que difieren en estatura. : 74 
Los testimonios de abducción a menudo son descritos como extremadamente traumáticos, similares a un secuestro por parte de humanos o incluso a una agresión sexual respecto al nivel de trauma y angustia. El impacto emocional de las abducciones percibidas puede ser tan fuerte como el de combates, abuso sexual y otros eventos traumáticos.
Los ojos son a menudo un foco de los testimonios de abducción, que a menudo describen a un gris mirando a los ojos de un abducido cuando realiza procedimientos mentales. Se afirma que esta mirada fija induce estados alucinógenicos o provoca directamente diferentes emociones.

### Expresión psicocultural de inteligencia
El neurólogo Steven Novella ha propuesto que los extraterrestres grises son un subproducto de la imaginación humana, y que las características más distintivas de los grises representan todo lo que los humanos modernos tradicionalmente vinculan con la inteligencia. "Los extraterrestres, sin embargo, no solo se parecen a los humanos, sino que se parecen a humanos con esos rasgos que asociamos psicológicamente con la inteligencia".

### La "hipótesis de la madre"
En 2005, Frederick V. Malmstrom, escribiendo en la revista Skeptic, volumen 11, número 4, presenta su idea de que los grises son en realidad recuerdos residuales del desarrollo durante la primera infancia. Malmstrom reconstruyó el rostro de un gris a través de la transformación del rostro de una madre con base en nuestro mejor entendimiento sobre la sensación y percepción en la primera infancia. El estudio de Malmstrom ofrece otra alternativa a la existencia de los grises, esto es, la intensa respuesta instintiva que muchas personas experimentan cuando se les presenta la imagen de un gris, y el acto de la hipnosis de regresión y la terapia de memoria recuperada que usan para supuestamente "recuperar" memorias de experiencias de abducciones extraterrestres, junto con sus temas comunes. También se ha propuesto que los "grises" son en realidad recuerdos distorsionados de experiencias traumáticas, desvanecidos con el tiempo, especialmente según los estudios de Malmstrom e investigadores similares. "Es más fácil imaginar ser abducido por criaturas alienígenas que enfrentar los recuerdos traumáticos de ser acosado por compañeros de la escuela o asaltados por un hombre agresivo".

### Inverosimilitud evolutiva
Según el biólogo Jack Cohen, la imagen típica de un gris, asumiendo que habría evolucionado de un mundo con condiciones ambientales y ecológicas diferentes a la Tierra, es demasiado similar fisiológicamente a un ser humano para ser creíble como representación de un extraterrestre.

## En la cultura popular
Las representaciones de extraterrestres grises han aparecido en varias películas y programas de televisión, tales como los benévolos extraterrestres de la película de 1977 Encuentros cercanos del tercer tipo.

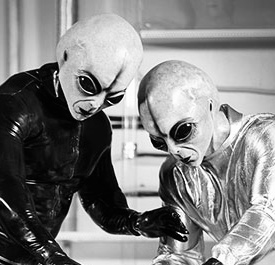
Dos personas vestidas como extraterrestres grises clásicos en una convención de ciencia ficción.

Durante la década de 1990, tramas en las que los grises eran vinculados con teorías de conspiración se volvieron comunes. Un ejemplo bien conocido fue la serie de televisión de FOX The X-Files, que se emitió por primera vez en 1993. Combinaba la búsqueda de pruebas de la existencia de extraterrestres similares a los grises con una serie de tramas secundarias de teorías de conspiración de ovnis, para formar su arco argumental principal. Otros ejemplos notables incluyen la franquicia de videojuegos X-COM (donde se les llama "Sectoids"), Dark Skies, emitido por primera vez en 1996 y que ampliaba sobre la conspiración MJ-12, y Stargate SG-1, que en el episodio de 1998 "Thor's Chariot" presentaba a los Asgard, una raza de grises benévolos que visitaron la Tierra antigua disfrazados de personajes de la mitología nórdica. Roger Smith, un personaje regular en la serie de comedia animada American Dad! desde su debut en 2005, es un extraterrestre de aspecto gris que está conectado tanto con el incidente OVNI de Roswell como con la teorías de conspiración del Área 51 .
En Babylon 5, los grises eran llamados los "Vree", y representados como aliados y socios comerciales de la Tierra del siglo XXIII.
La película Paul de 2011 cuenta la historia de un Gris que atribuye la presencia frecuente de los grises en la cultura pop de ciencia ficción a que el gobierno de los EE. UU. habría insertado de manera deliberada la imagen estereotípica del gris en los medios masivos de forma que si la humanidad llegara a entrar en contacto con la especie de Paul, no ocurriera ningún choque inmediato en cuanto a su apariencia. En la película "Jules" de 2023 se puede ver a un extraterrestre como protagonista de la misma con carcterísticas de un Gris.